# Everything Will Be Alright in the End
Everything Will Be Alright in the End es el noveno álbum de estudio de la banda estadounidense Weezer. Fue lanzado el 7 de octubre de 2014. Es el primer álbum de Weezer lanzado por Republic Records, y el tercero producido por Ric Ocasek, quien previamente había producido The Blue Album (1994) y The Green Album (2001).
Everything Will Be Alright in the End se aleja del estilo pop electrónico de los anteriores dos álbumes de Weezer, Raditude y Hurley, regresando un sonido reminiscente de sus primeros trabajos. Las letras tratan sobre la relación del cantante Rivers Cuomo con sus figuras paternas, sus seguidores y las mujeres.
El álbum recibió críticas positivas, transformándose en el trabajo más elogiado de Weezer desde Pinkerton (1996). Es el quinto álbum de la banda en alcanzar los primeros cinco lugares del Billboard 200, llegando al número cinco y vendiendo 34 000 copias en su primera semana. El álbum tiene tres sencillos: «Back to the Shack», «Cleopatra» y «Da Vinci».

## Listado de canciones
| N.º   | Título                                           | Duración |  |
| 1.    | «Ain't Got Nobody»                               | 3:21     |  |
| 2.    | «Back to the Shack»                              | 3:05     |  |
| 3.    | «Eulogy for a Rock Band»                         | 3:25     |  |
| 4.    | «Lonely Girl»                                    | 2:49     |  |
| 5.    | «I've Had It Up to Here»                         | 2:49     |  |
| 6.    | «The British Are Coming»                         | 4:08     |  |
| 7.    | «Da Vinci»                                       | 4:05     |  |
| 8.    | «Go Away»                                        | 3:13     |  |
| 9.    | «Cleopatra»                                      | 3:11     |  |
| 10.   | «Foolish Father»                                 | 4:31     |  |
| 11.   | «The Futurescope Trilogy: I. The Waste Land»     | 1:56     |  |
| 12.   | «The Futurescope Trilogy: II. Anonymous»         | 3:19     |  |
| 13.   | «The Futurescope Trilogy: III. Return to Ithaka» | 2:17     |  |
| 42:24 |                                                  |          |  |

## Personal
| Weezer - Brian Bell - guitarra, coros, teclado, sintetizador - Rivers Cuomo - guitarra, voz, teclado, sintetizador, piano - Scott Shriner - bajo, coros, teclado - Patrick Wilson - batería, voces adicionales, percusión Músicos adicionales - Daniel Brummel - teclado y piano en "Eulogy For a Rock Band" - Bethany Cosentino - voces adicionales en "Go Away" - Bobb Bruno - arreglos de guitarra en "Go Away" - Patrick Stickles - guitarra en "Foolish Father" | Producción - Ric Ocasek - productor - Samuel Bell - ingeniero - Shawn Everett - producción e ingeniería adicional - Chris Owens - ingeniero asistente - Vanessa Wormer - ingeniero asistente - Alex Williams - ingeniero asistente - Tom Lord-Alge - mezcla - Eddie Rendini - asistente ingeniero de mezcla - Ted Jensen - masterización |